# نیتان وانگ
نیتان وانگ (انگلیسی: Nathan Wang؛ زادهٔ ۸ اوت ۱۹۵۶) موسیقی‌دان و آهنگساز اهل ایالات متحده آمریکا است. وی نواختن پیانو را از سن ۳ سالگی آموخت و بعدها در کالج پومونا تحصیل کرد.
از فیلم‌ها یا مجموعه‌های تلویزیونی که وی در آن‌ها نقش داشته‌است، می‌توان به ون وایلدر: سال تازه وارد، این دختر همان مرد است، نقشه بازی، افسانه، قدرت چینی، پلیس‌های جن-ایکس، داستان پلیس ۴: اولین ضربه و جنجال در شهر اشاره نمود.
وی همچنین برندهٔ جوایزی همچون بورسیه فولبرایت و جایزه کیبل‌ای‌سی‌ئی شده‌است.